# Fully
Fully é uma comuna suíça situada no distrito de Martigny, cantão de Valais.